# Bars, Dordogne
Bars är en kommun i departementet Dordogne i regionen Nouvelle-Aquitaine i sydvästra Frankrike. Kommunen ligger i kantonen Thenon som tillhör arrondissementet Périgueux. År 2022 hade Bars 243 invånare.

## Befolkningsutveckling
Antalet invånare i kommunen Bars
Referens:INSEE